# Pantano del Valvanera
| Pantano del Valvanera |                     |
| --------------------- | ------------------- |
| País                  | España              |
| División              | Castilla y León     |
| Subdivisión           | Salamanca           |
| Cuenca hidrográfica   | Duero               |
| Río                   | Valvanera           |
| Uso                   | Regadío             |
| Población cercana     | Santibáñez de Béjar |

El embalse del Valvanera es un embalse Español situado en el curso medio del río Valvanera, en Santibáñez de Béjar, al sureste de la provincia de Salamanca, Castilla y León, España.

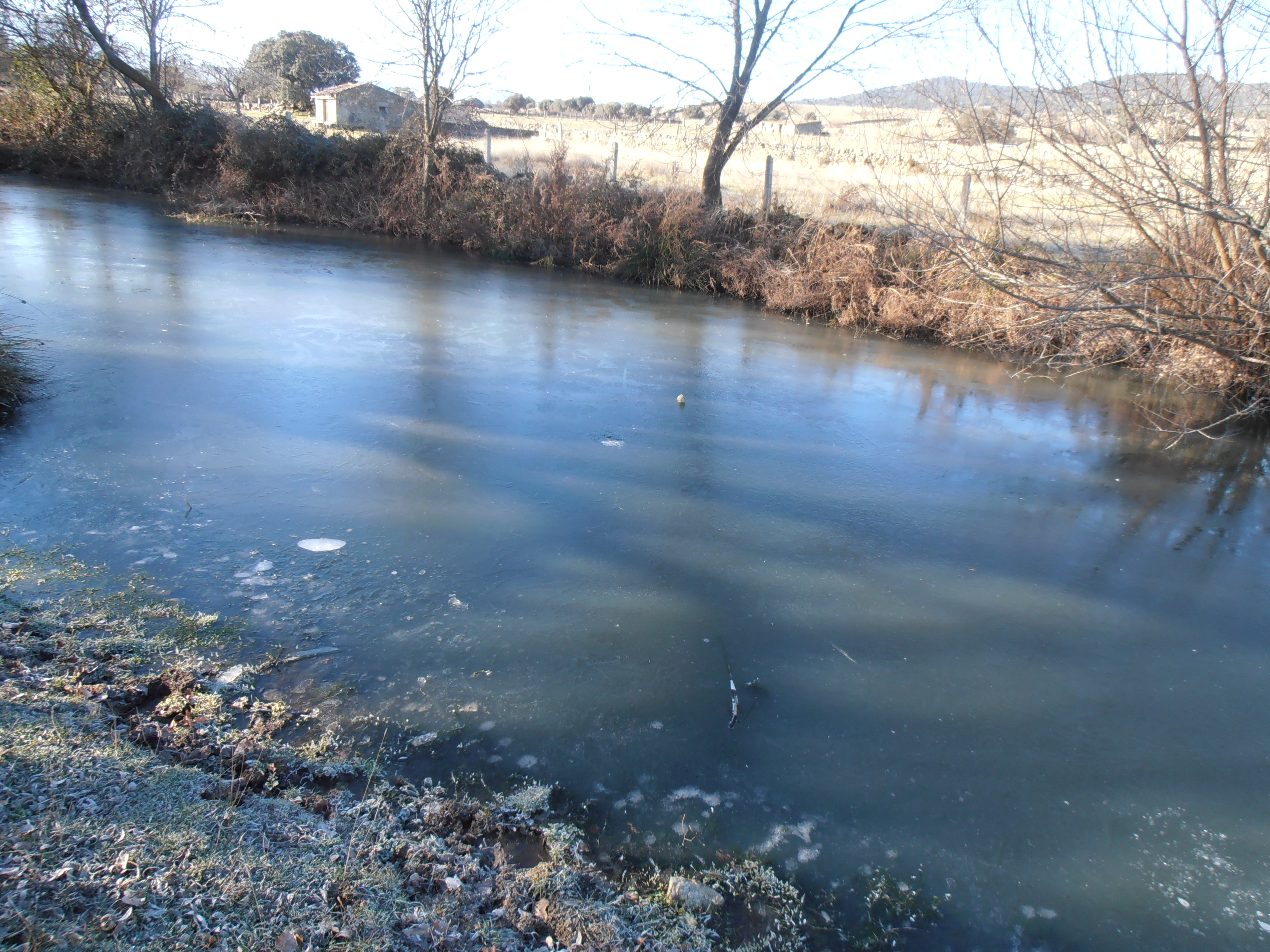
Pantano del Valvanera helado

Fue inaugurado en 2012, después de una construcción que se prolongó durante 2 años y medio. Su construcción se ha realizado a objetivo de destinar sus aguas al riego a través de varios canales y tuberías subterráneas. Se encuentra a apenas 200 m del municipio de Santibáñez de Béjar, y sus aguas son del río Valvanera o Mataviejas. Se encuentra a 914 m de altitud. 
Antes del pantano había una laguna, que ha facilitado la construcción y el acceso de agua del pantano. Tiene una capacidad para 455.000 litros de agua, una altura de 5.5 a 6 metros, una anchura de 23 metros y de largo 46 metros respectivamente. Fue inaugurado el 24 de junio de 2012, el día de San Juan, después de 2 años y varios meses de construcción.
- Datos: Q9055114